# 浦江郊野公园
浦江郊野公园是上海市首批五个试点建设的郊野公园之一，位于闵行区浦江镇，规划面积15.3平方公里，其中实际建设的一期面积约5.82平方公里。浦江郊野公园是上海各郊野公园中离中心城区最近的一个。

## 规划历史

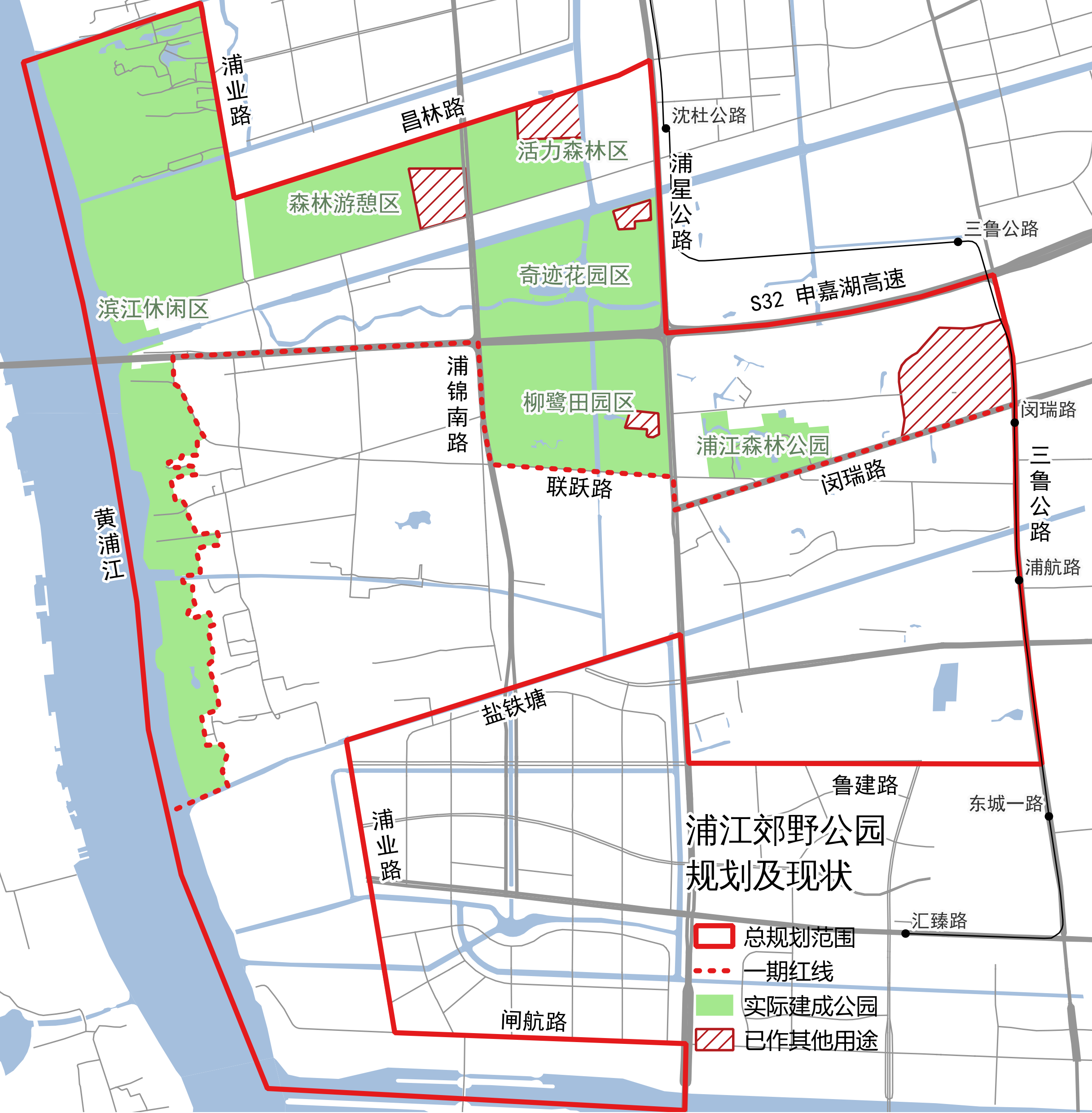
浦江郊野公园的规划和现状。外侧的红色实框线为15.3平方公里的总体规划范围，其中红色虚线以北为2015年的一期红线范围。绿色填充部分是当前实际建成的公园，另有部分区域（深红色斜线标注者）已被改作与公园无关的其他用途

上海郊野公园的正式规划始于2004年制定的《上海市城市近期建设规划》，该文提出到2007年划定四个郊野公园及一个自然保护区。同济大学城市规划学院2007年的一份学位论文将上述设想进一步细化为包括闵行浦江郊野公园在内的“一环”“两带”“多岛”共27个郊野公园、森林公园、自然保护区组成的绿地生态网络体系。2012年，上海市规划和国土资源管理局编制的《上海市郊野公园概念规划》中，闵行浦江郊野公园是5个近期建设试点公园之一，公园主题确定为“浦江绿心，林中漫步”。2013年初的规划中，浦江郊野公园的范围为沈杜公路以南、盐铁塘以北、浦星公路以西、黄浦江以东的大致矩形区域，与西南侧的十字水域空间“生态之角”相呼应。到2013年中，确定的公园总体规划范围进一步向东、向南扩展，沿江区域南至大治河，申嘉湖高速至鲁建路间向东扩展至三鲁公路（地铁浦江线），北界至昌林路，规划面积达到15.3平方公里。2015年的设计中，公园一期范围为7.06平方公里，申嘉湖高速以南的大部分区域未能纳入一期用地红线，仅余沿江狭长地带和浦锦南路以东、联跃路—闵瑞路以北的两块区域。实际建设中，公园东界又退回浦星公路，名义面积为5.82平方公里。

## 公园设计
2013年完整版的公园设计总体分为“一轴”“三区”，其中“一轴”指大致沿闵瑞路及现状联跃路布置的“百花河谷”，位于整个公园规划范围的中心，计划中将成为优质景观最为集中的地带。“三区”指以浦业路和申嘉湖高速为界的古镇文化体验区、林田观光游憩区、滨江生态休闲区。2015年版的设计将一期公园分为五个分区，分别命名为“闲”“梵”“悦”“野”“隐”，大致保留滨江休闲区，原位于高速以南的森林游憩功能北抬至一期范围内，并提出设置特色秋景园区。地铁站周边的区域一部分改为“森林办公区”，另有计划结合上海戏剧学院校区建设“影视主题空间”。
浦江郊野公园是上海首个秋景特色公园，公园的秋季景观为绿化设计中的一大亮点。公园在保留部分常绿林区同时，设置由落叶树种组成的秋林区以及秋季结果的经济作物组成的秋收区，结合河道和人工湖组成大规模秋景林，具体树种包括榆树、樟木、水杉、木兰等。奇迹花园则在春季种植由43个品种的各色郁金香组成的2万平米“奇迹花毯”，吸引游客。滨江岸线路段在原有防汛墙基础上铺设透水混凝土和装饰性墙面，以在不改变整体防汛设计的情况下美化外观。吴泾铁路轮渡浦东侧栈桥遗址位于公园的滨江岸线上，公园建设时部分保留，周边种植一批花卉作为装饰。
公园原设计中还有杜行村改造、禅寺广场（现状长寿禅寺向西扩展）、百花福地、郊野会展中心等景点，但均未纳入一期范围。

## 实际建设
目前公园实际建成的范围小于原定一期范围，且被道路分隔成多个不相通的部分，分别命名为活力森林区、奇迹花园区、柳鹭田园区、森林游憩区、滨江漫步区，占地面积5.82平方公里，于2017年7月29日试运营。2021年3月28日，位于奇迹花园区入口处的闵行城市书房浦江郊野馆对外开放。
浦星公路东侧另有独立命名的浦江森林公园，位置与2013版浦江郊野公园规划平面图中的23号景点“森林公园”相同，目前不使用“浦江郊野公园”名称。

## 运营情况
据上海市规划自然资源局提供的数据，浦江郊野公园节假日期间日均客流量约6700人次左右（2019年五一假期），日最大客流为8.6万人次（2021年4月4日），是上海建成的各郊野公园中最高者，其中最热门的片区是位于公园东侧的奇迹花园区和活力森林区。游客评价方面，浦江郊野公园生态和景观评价较好，但餐饮设施较少；公园的公共交通较为便利，自驾车停车问题比较突出。公园主要游客群体为已婚25~34岁男性，通常带孩子游玩。公园每年举办春秋花展、摄影大赛等活动，还曾作为上海旅游节分会场，2019年又成功申请为国家4A级景区；但管理方也承认公园仍有服务设施不足等问题。另外，穿过公园范围的道路中有多条高等级道路，路幅宽、交通流量大，破坏了公园的完整性，对公园有一定负面影响。

## 交通
公园东北侧为上海轨道交通8号线、浦江线沈杜公路站，该站也有奉浦快线等多条公交线路经过。